# Shire of Wyalkatchem
Wyalkatchem är en region i Australien. Den ligger i delstaten Western Australia, omkring 170 kilometer nordost om delstatshuvudstaden Perth.
Följande samhällen finns i Wyalkatchem:
- Wyalkatchem

Trakten runt Wyalkatchem består till största delen av jordbruksmark. Trakten runt Wyalkatchem är nära nog obefolkad, med mindre än två invånare per kvadratkilometer.  Genomsnittlig årsnederbörd är 414 millimeter. Den regnigaste månaden är september, med i genomsnitt 57 mm nederbörd, och den torraste är december, med 12 mm nederbörd.